# Aeroporto de Teresina

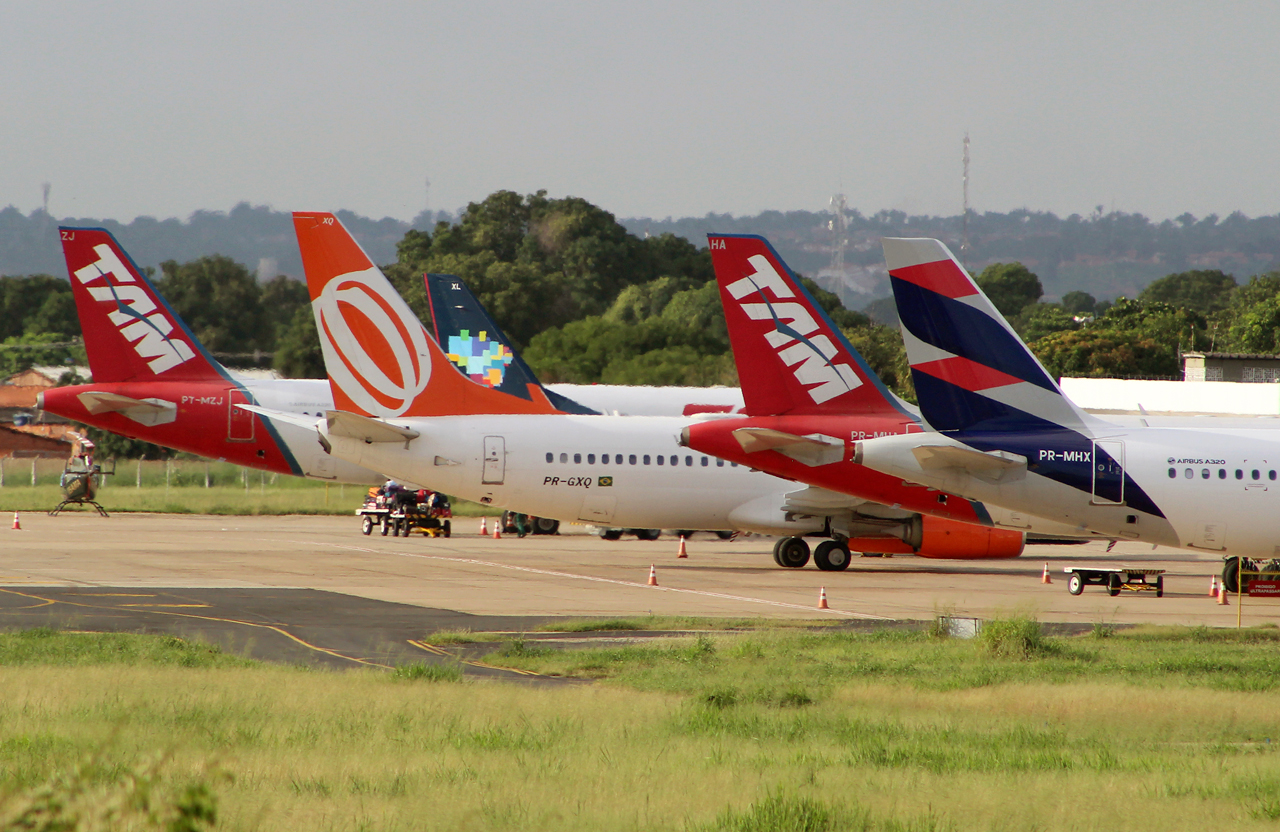
Pátio do aeroporto de Teresina em dia bem movimentado

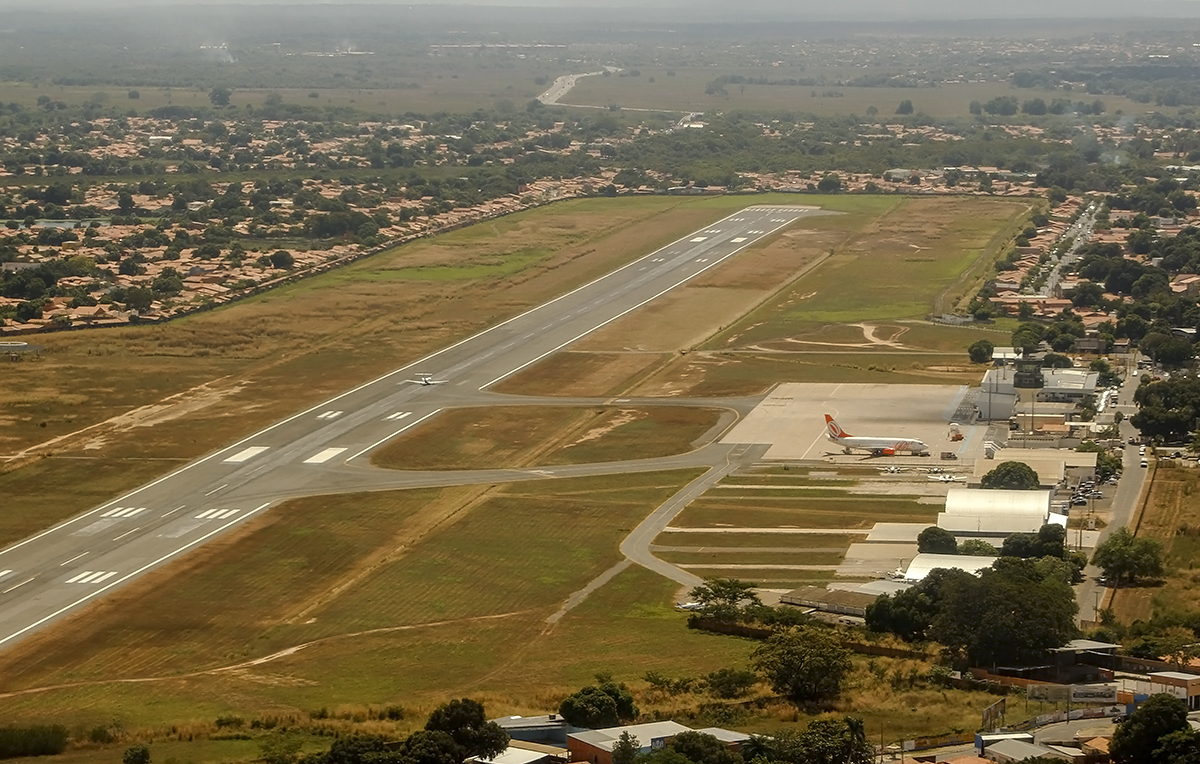
Vista Aérea do Aeroporto de Teresina Senador Petrônio Portella

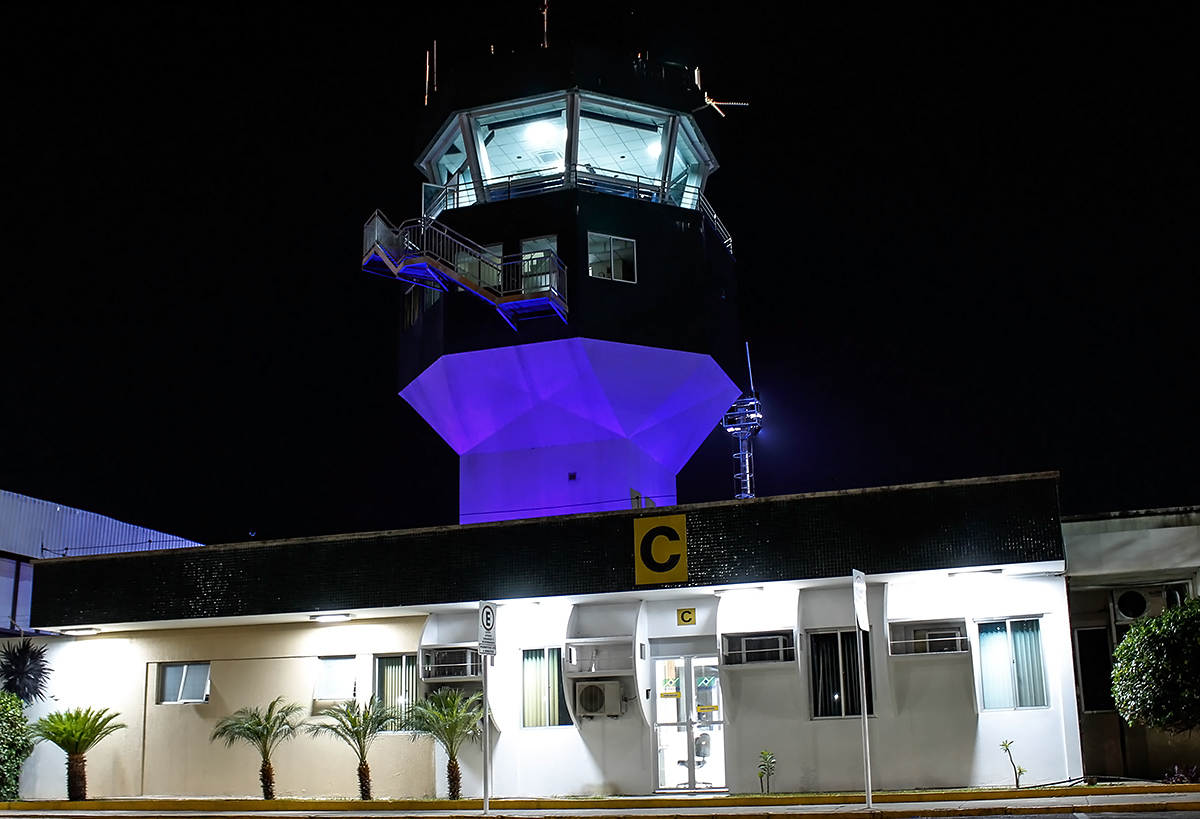
Torre de Controle do Aeroporto de Teresina (THE-SBTE)

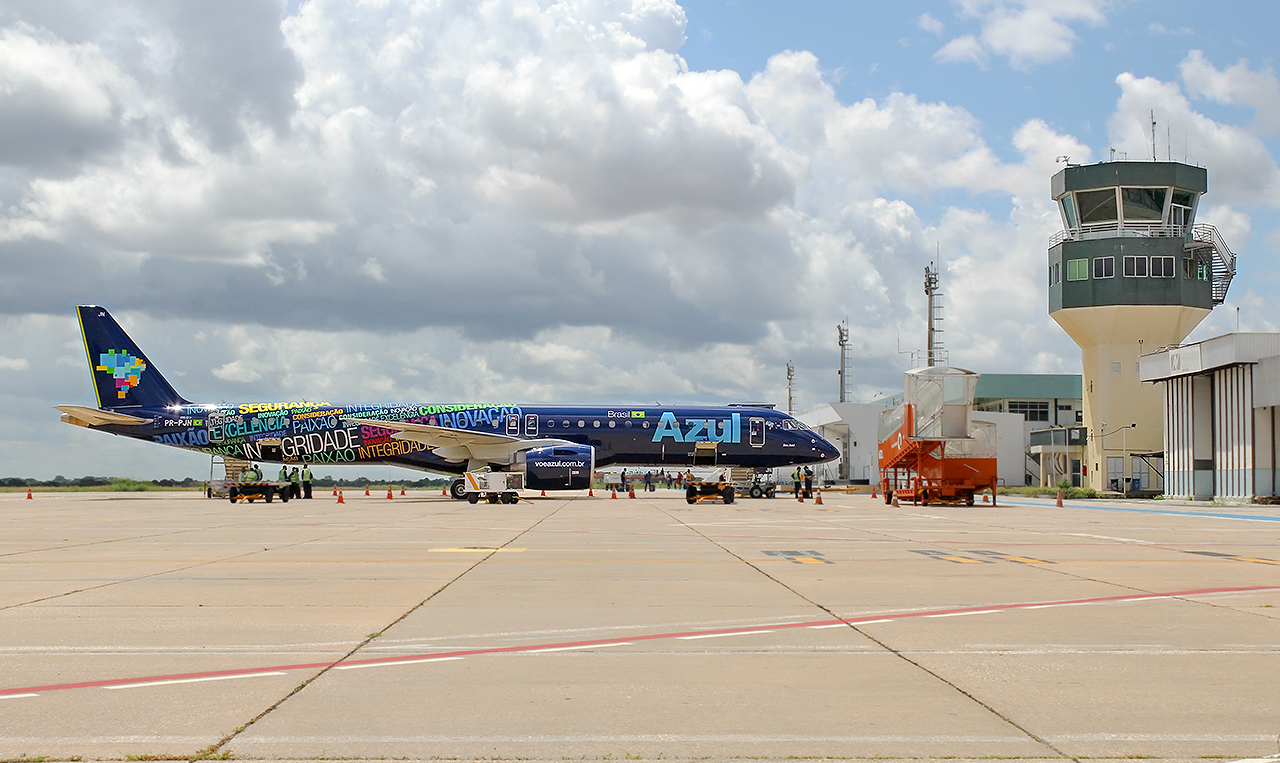
Vista do pátio do Aeroporto de Teresina - Senador Petrônio Portella Embraer E195-E2 PR-PJN Azul 24,04,2021

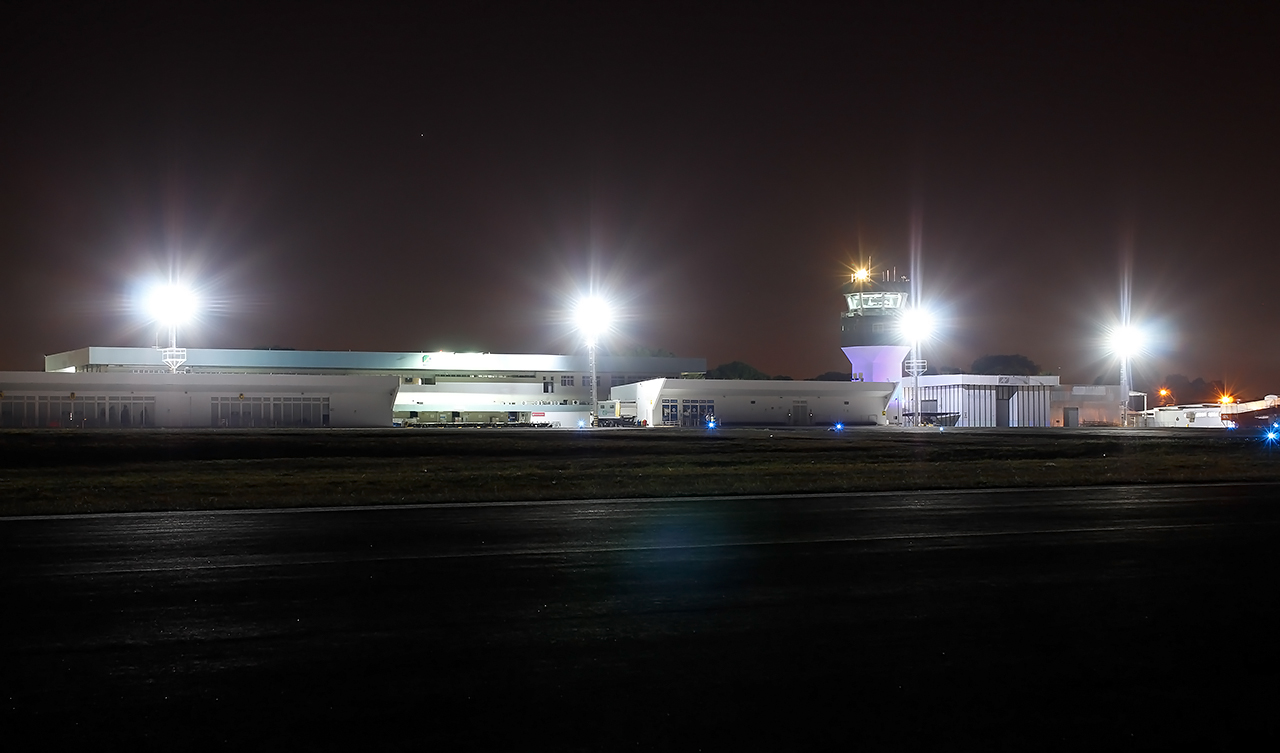
Vista noturna do Aeroporto de Teresina - Senador Petrônio Portella 06,11,2020

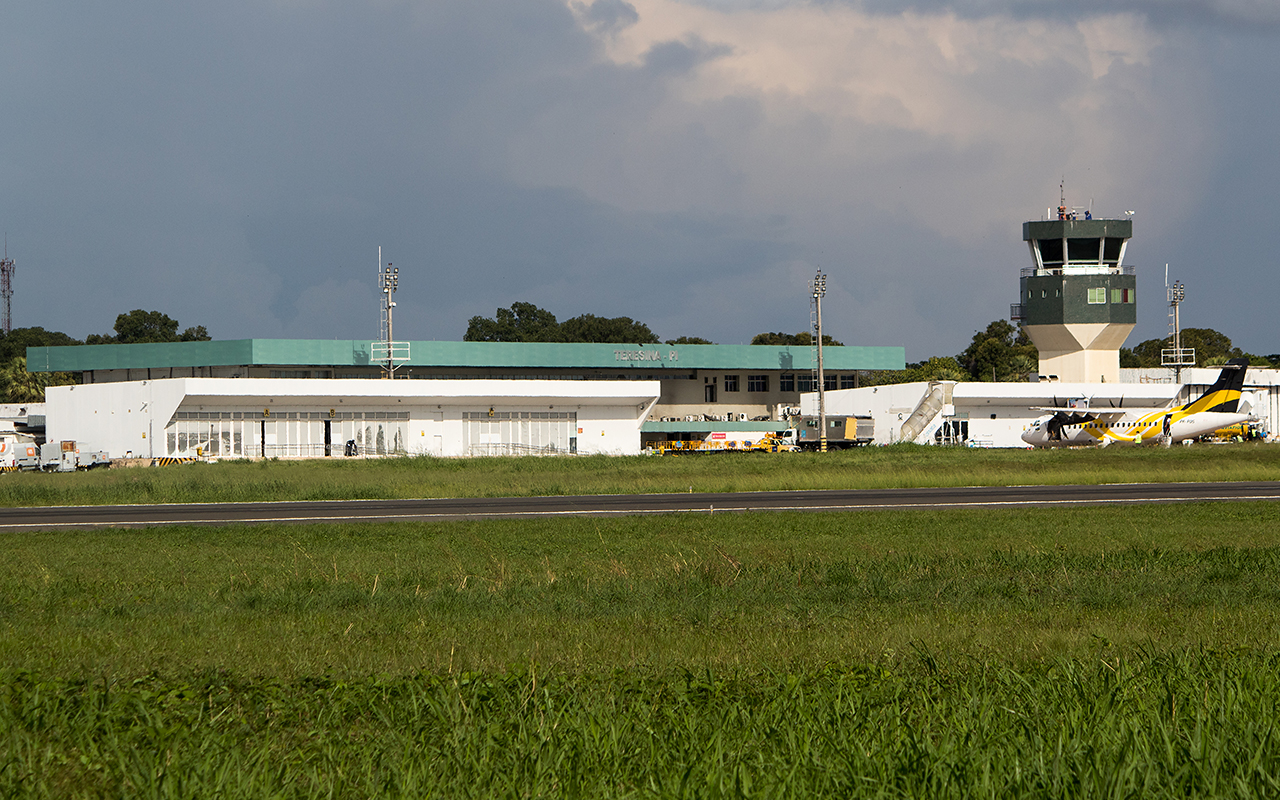
Visão geral do Aeroporto de Teresina Senador Petrônio Portella

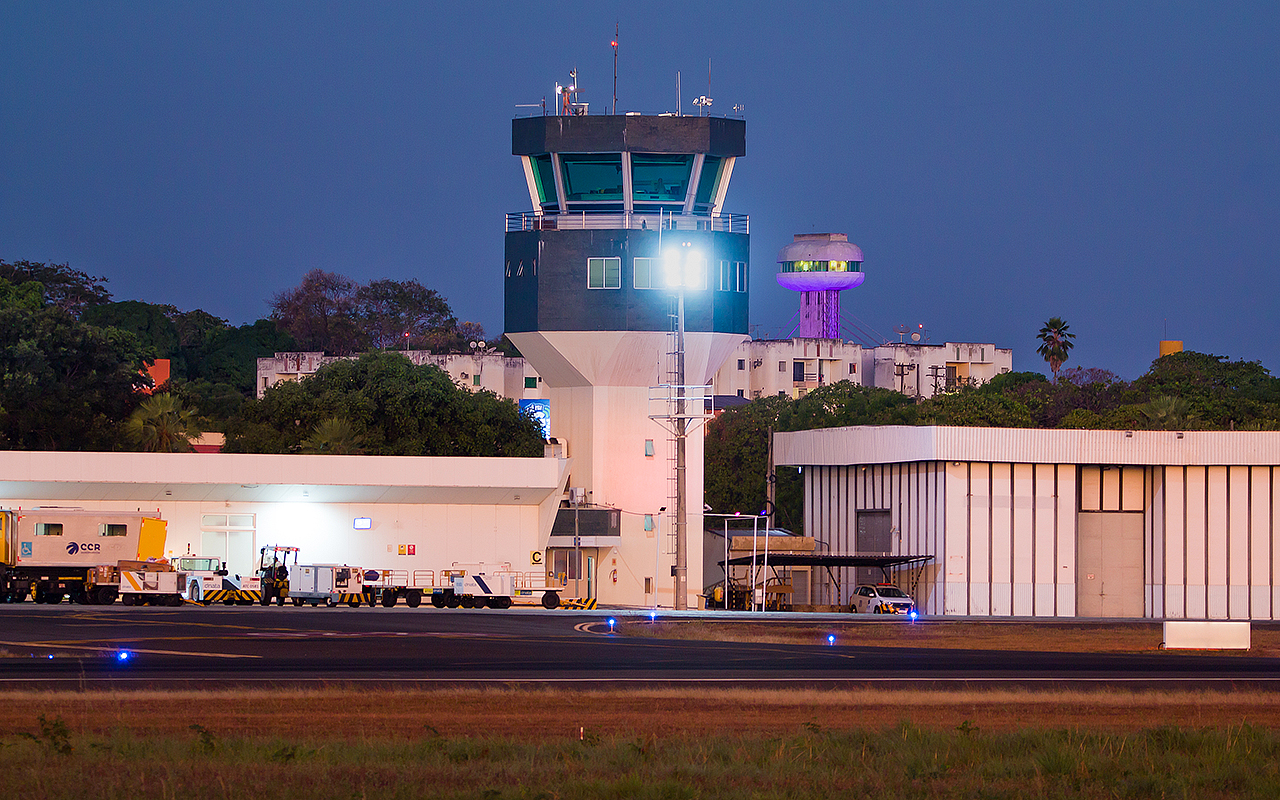
Torre de Controle do Aeroporto Senador Petrônio Portella (THE-SBTE) Teresina / Piauí

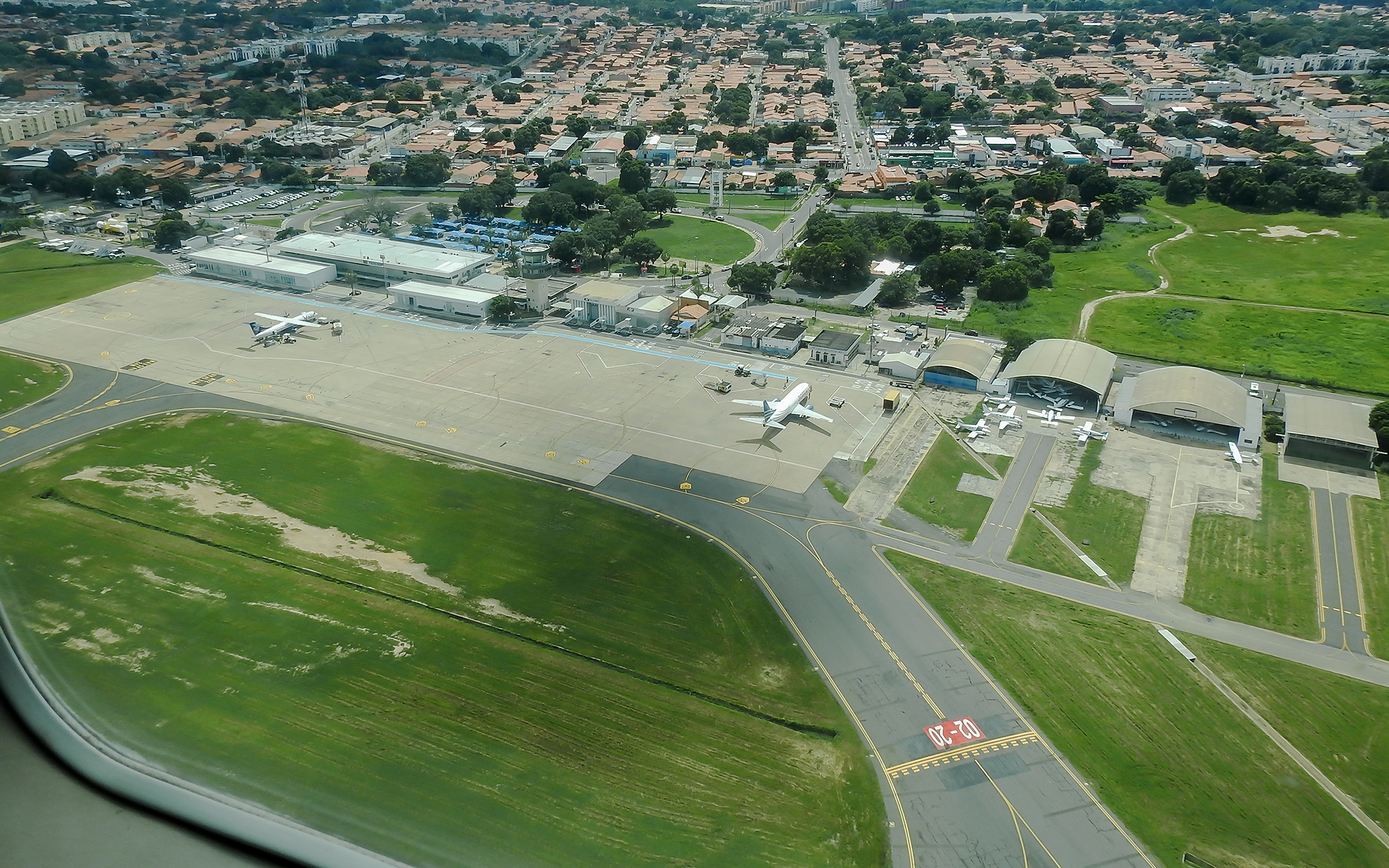
Vista aérea do pátio do Aeroporto de Teresina Senador Petrônio Portella

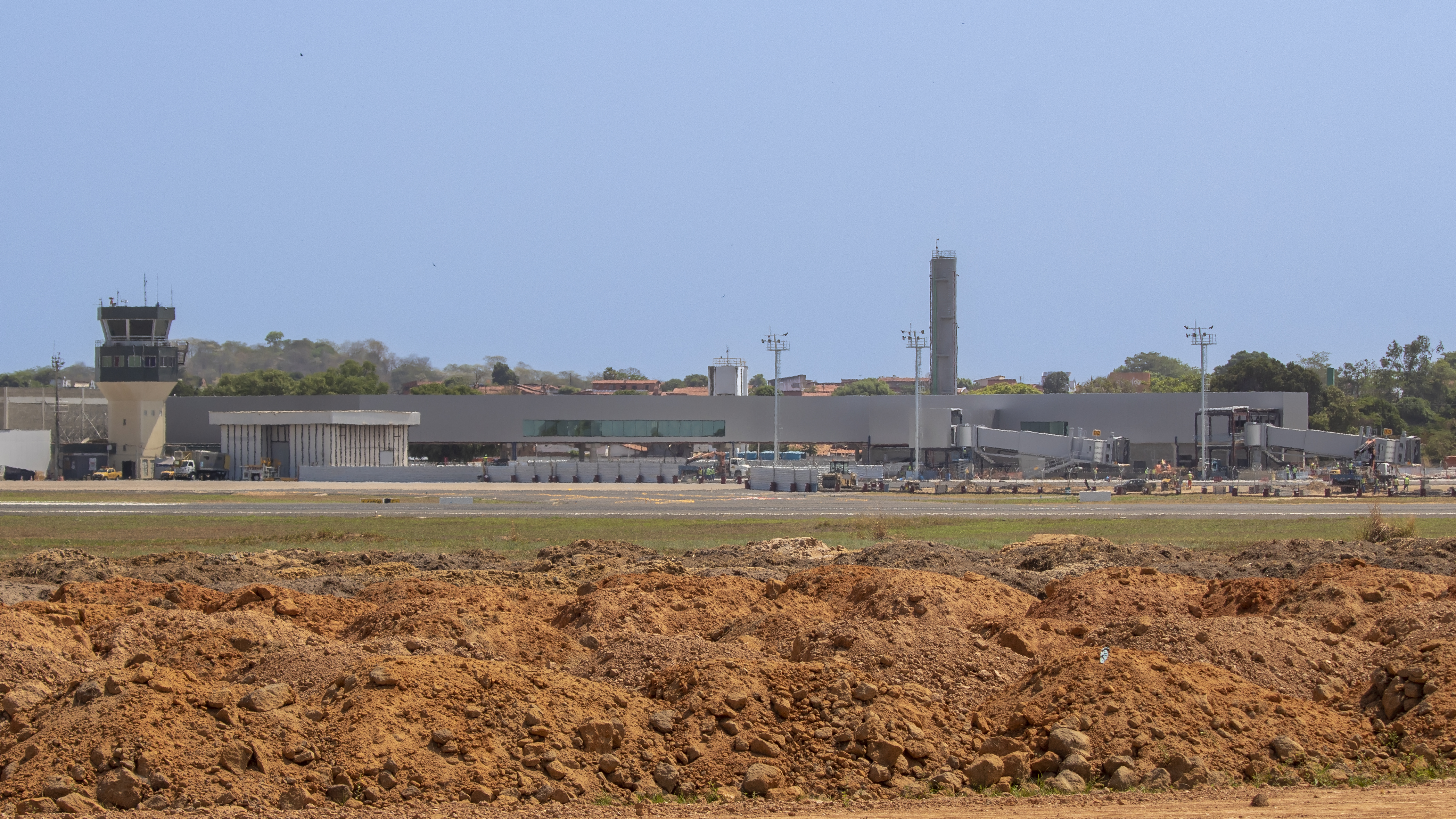
O Aeroporto de Teresina Senador Petrônio Portella está de cara nova.

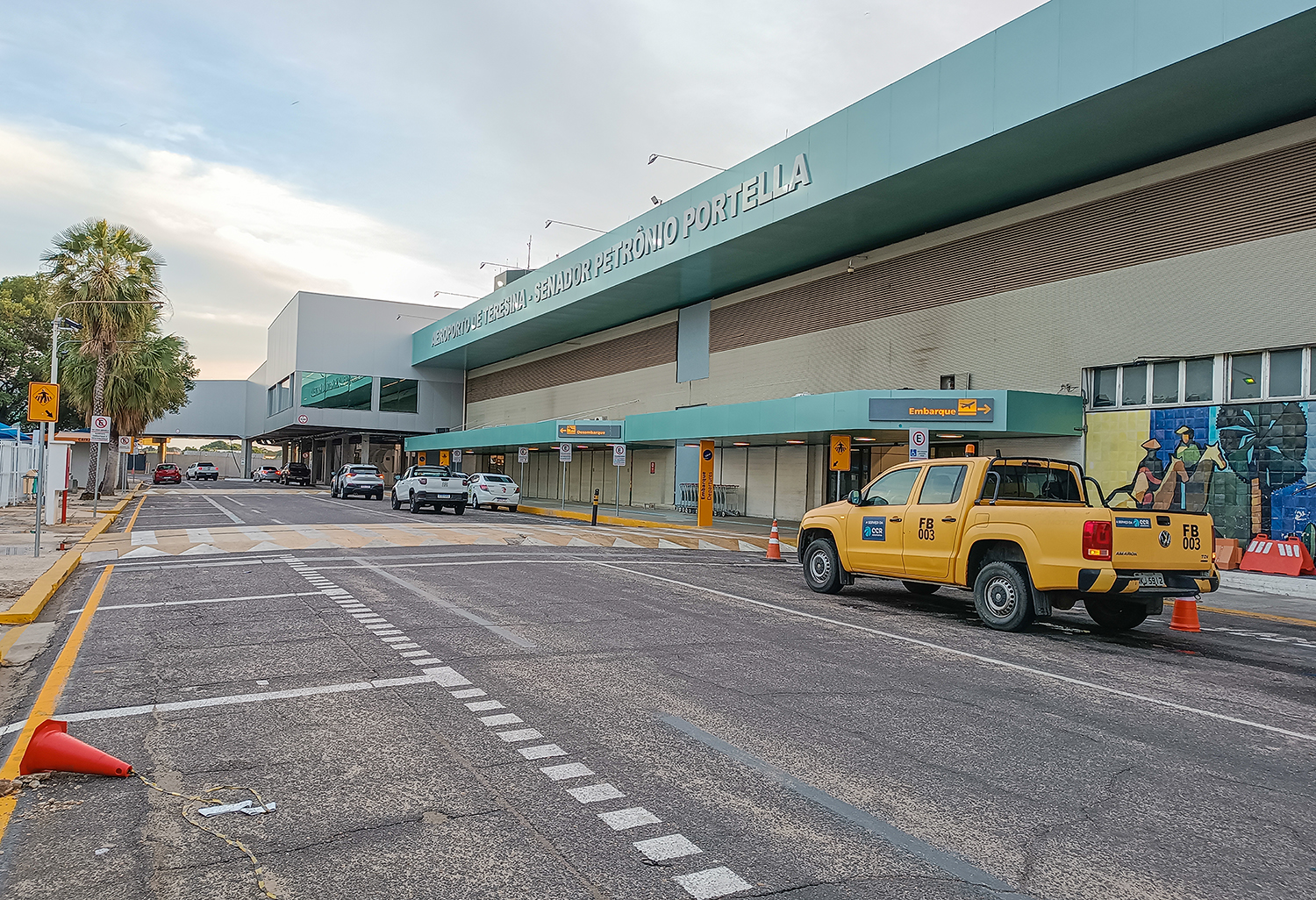
A nova fachada do Aeroporto de Teresina traz modernidade e sofisticação ao principal terminal aéreo da capital piauiense. Com um design renovado, o espaço oferece maior conforto aos passageiros e visitantes, além de destacar elementos arquitetônicos contemporâneos que refletem o crescimento da cidade. A revitalização busca não apenas melhorar a estética, mas também reforçar a funcionalidade, tornando o aeroporto mais acolhedor e eficiente para atender à crescente demanda de voos na região.

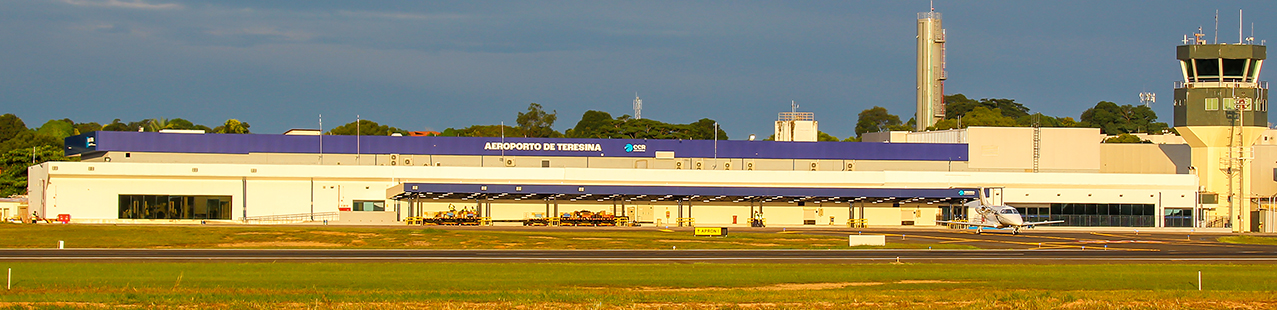
Nova Fachada do Aeroporto de Teresina

O Aeroporto de Teresina - Senador Petrônio Portella (IATA: THE, ICAO: SBTE)  é um aeroporto localizado no município de Teresina, no Piauí. É o principal aeroporto do estado do Piauí. Atende principalmente a Região Integrada de Desenvolvimento da Grande Teresina, assim como todo estado do Piauí, grande parte do Maranhão e uma pequena área do oeste do Ceará.
Distante 4km do centro da cidade, opera voos nacionais e regionais e é o principal acesso do Piauí para se conhecer as atrações turísticas espalhadas por todo o estado.
Está localizado a cerca de 350km da costa, a uma altitude de 67 metros acima do nível do mar e possui pistas com balizamento luminoso noturno. Do ponto de vista operacional, tem grande importância estratégica, pois é um aeroporto de ligação entre o Norte e o Nordeste do país. O aeroporto também é dotado de um Terminal de Logística de Carga (TECA).

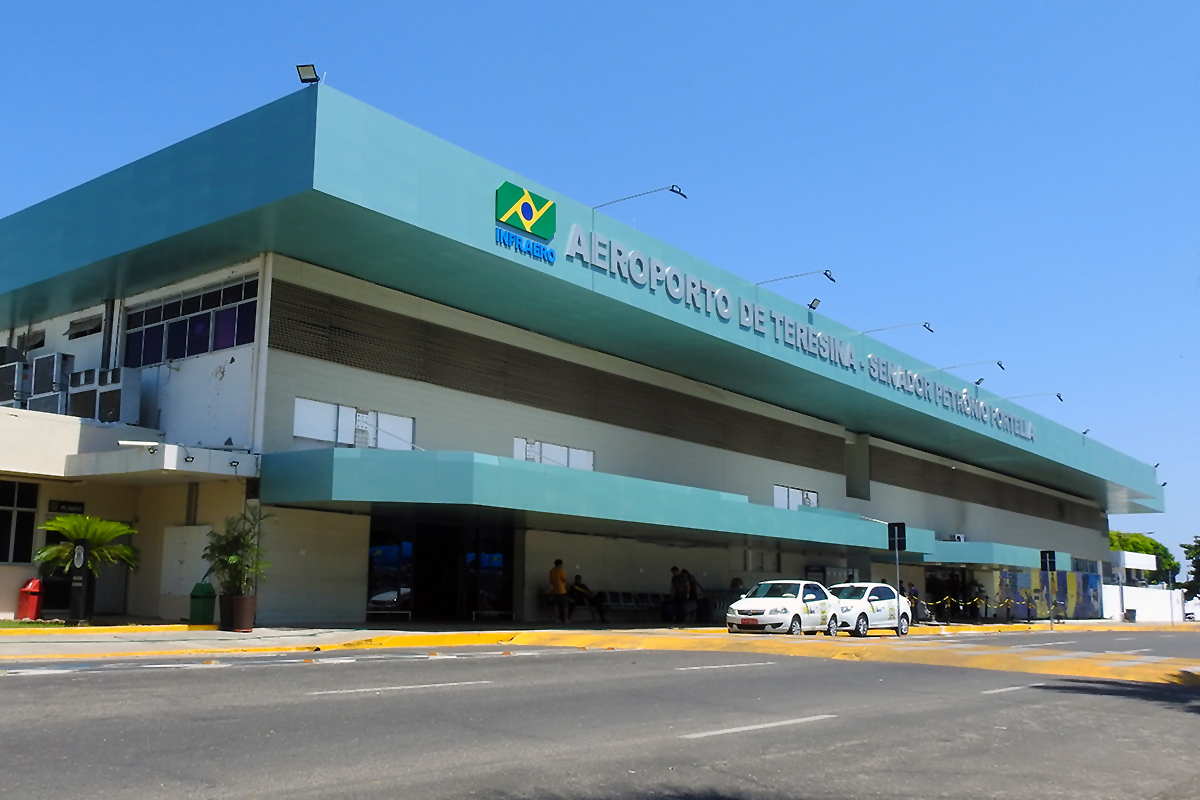
Aeroporto de Teresina Senador Petrônio Portella

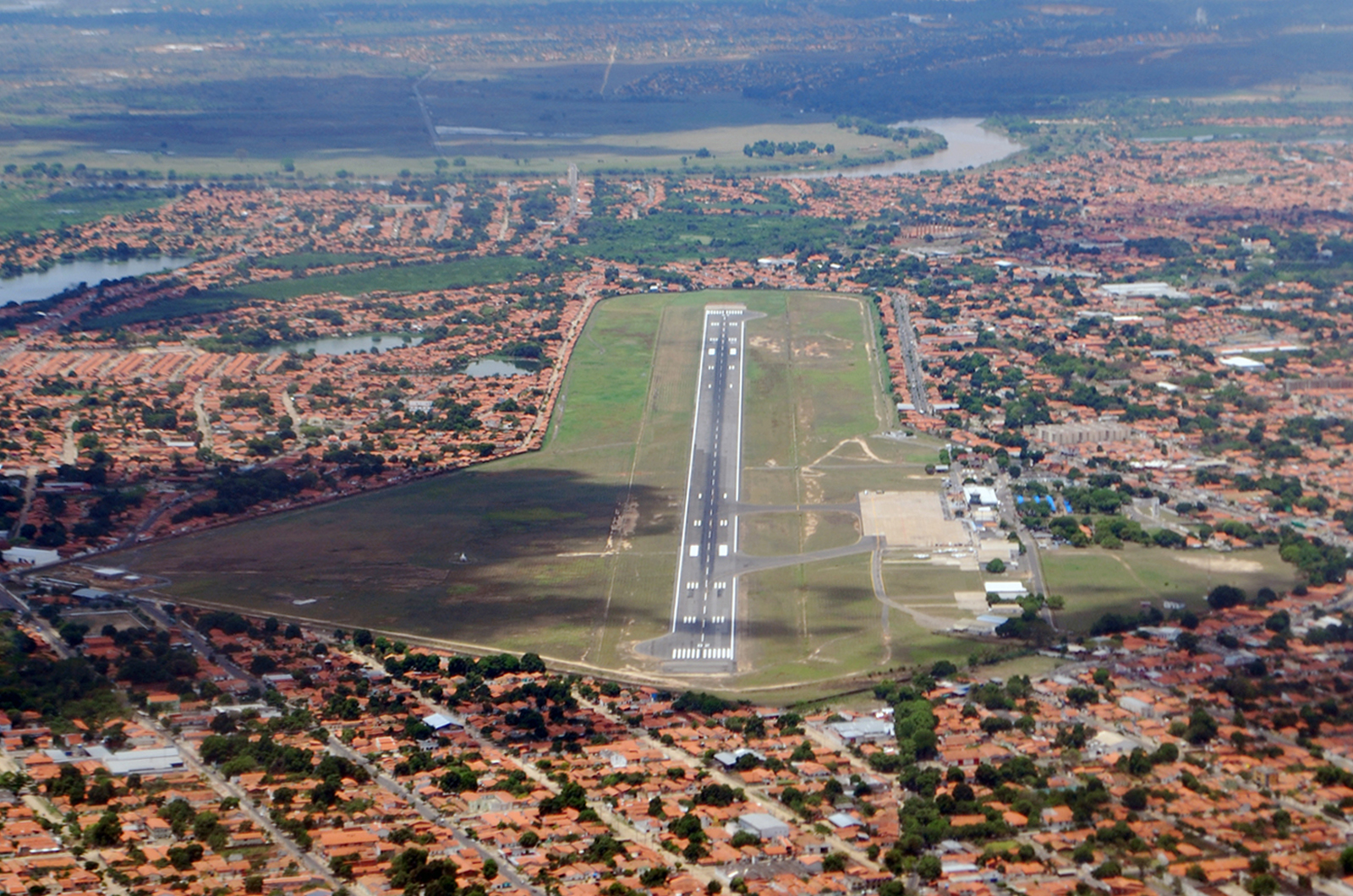
Vista Aérea do Aeroporto de Teresina Senador Petrônio Portella

## História
O Aeroporto de Teresina foi aberto no final da década de 1950, sendo que suas primeiras instalações se tornaram rapidamente defasadas diante do crescimento do tráfego aéreo. Um novo terminal foi construído ao longo da década de 1960 e acabou inaugurado em 30 de setembro de 1967. Administrado pelo então Ministério da Aeronáutica, o aeroporto foi construído ao norte da capital, numa região situada entre os rios Poty e Parnaíba. Em fevereiro de 1975, através da Portaria nº 102/GM5, de 23 de dezembro de 1974, o aeroporto, com exceção da atividade de navegação aérea, passou a ser administrado pela Empresa Brasileira de Infra-Estrutura Aeroportuária (Infraero).
Embora grande parte da população teresinense o denominasse de Aeroporto Santos Dumont, sua denominação oficial era Aeroporto de Teresina, alterada no ano de 2000 para Aeroporto de Teresina/Senador Petrônio Portella, de acordo com a lei nº 9.942, de 22 de dezembro de 1999, em homenagem ao ilustre político piauiense Petrônio Portella Nunes.
A pista de pousos e decolagens foi construída inicialmente com 1.800 m x 45 m, e ampliada em 1978 para 2 200 m x 45 m. Em 1983 o pátio foi ampliado e reforçado para atender grandes aeronaves dos tipos Airbus A300 e Boeing 767, sendo que a VASP a partir de 1 de Fevereiro de 1983 até 1986 utilizou o Airbus A300 nos voos VP190/191 que iniciavam em Congonhas e prosseguiam até Manaus com escala na capital Piauiense. Grandes companhias aéreas do país já operaram em Teresina, como a Varig, VASP e Transbrasil. Outras empresas ao longo da história da aviação comercial Brasileira operaram em Teresina como REAL, Panair, Cruzeiro, TAF, Nordeste, SETE, OceanAir, BRA, VoePass, etc. Atualmente é servida por Azul, GOL e LATAM de forma regular e pela Piquiatuba com voos regionais sistemáticos.

## Atuação de Clidenor Freitas
Em 1959 tramitou na Câmara dos Deputados o projeto nº 386 do deputado Clidenor Freitas que buscava autorização legislativa para o Poder Executivo a abrir pelo Ministério da Aeronáutica a verba para a construção do aeroporto de Teresina.

## Módulos Operacionais
Com uma movimentação de mais de 1 milhão de passageiros no ano de 2011 e um fluxo crescente, a Infraero autorizou a implantação de dois Módulos Operacionais anexos ao terminal de passageiros do Aeroporto de Teresina. Os módulos entraram em operação assistida no dia 27 de junho de 2012 e foram oficialmente inaugurados em 9 de julho de 2012.
Os Módulos Operacionais do Aeroporto Senador Petrônio Portella, aumentaram a capacidade de embarque e desembarque para 1,7 milhão de passageiros ao ano, e fazem parte do plano de reformas e ampliação do terminal de passageiros que começaram em 2012, e continuam em 2013, mas para o plano ser executado em sua totalidade, inclusive com um novo terminal de passageiros maior e mais moderno, com pontes de embarque (telescópicas), ampliação do pátio e novas pistas de taxiamento, a Infraero exigiu da prefeitura de Teresina que algumas casas no entorno do sítio aeroportuário fossem desapropriadas, o que gerou revolta e manifestações de moradores da área. Baseado nesse impasse, e por medidas de segurança, o Governo do Estado trabalha com a possibilidade de, futuramente, se construir um aeroporto internacional fora do perímetro urbano de Teresina.

## Radar de Rota

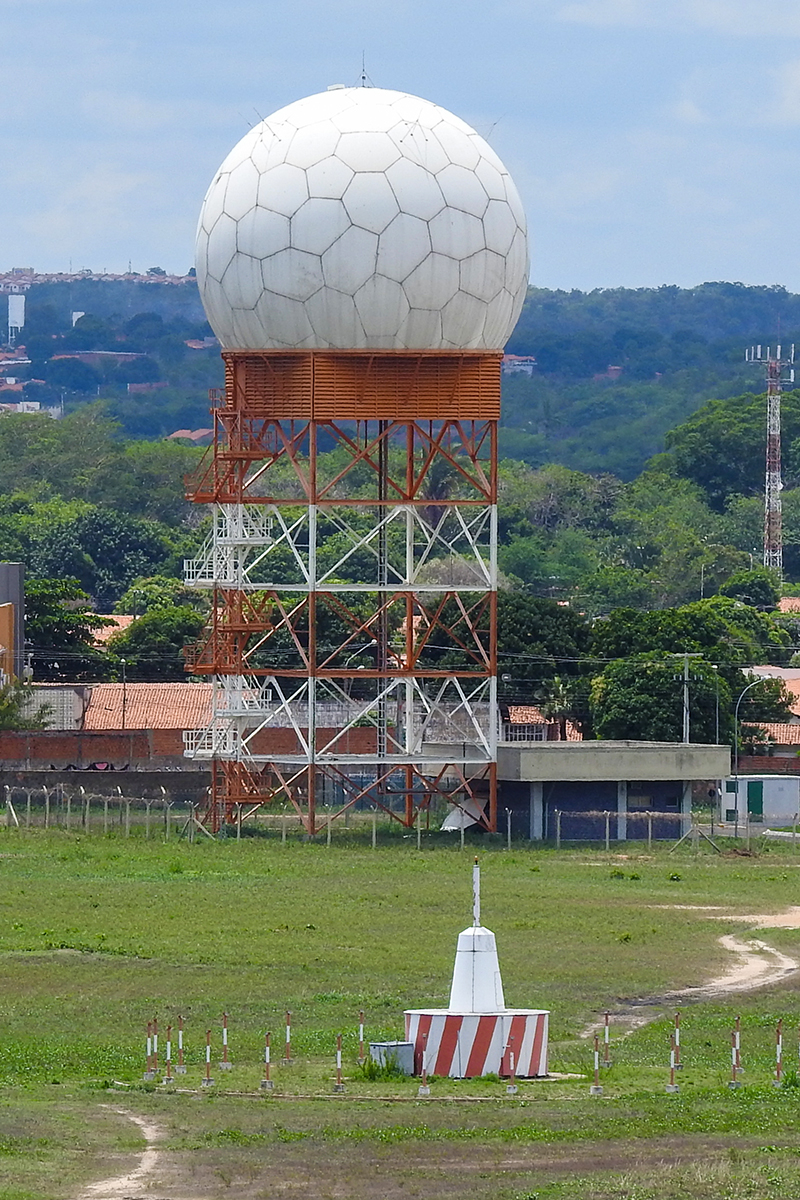
Radar meteorológico

No final de 2012, foi instalado um Radar de Rota no aeroporto. O equipamento atua no auxílio à navegação aérea, e desde então, boa parte do espaço aéreo piauiense está monitorado e todas as aeronaves vetoradas. O radar está situado dentro do sítio aeroportuário, próximo a VOR.
Também chamado radar de vigilância do tempo (RVT) e radar meteorológico Doppler, é um tipo de radar usado para localizar precipitação, calcular seu deslocamento, estimar seu tipo (chuva, neve, granizo etc.) e intensidade. Modernos radares meteorológicos são principalmente radares pulso-Doppler com polariazão simples ou duplas, capazes de detectar o movimento radial de um conjunto de hidrometeoros (principalmente, gotas de chuva, cristais de gelo e granizo) e ainda estimar a intensidade da precipitação associada à queda dos hidrometeoros. As variáveis obtidas podem ser analisadas para determinar a estrutura interna das nuvens de chuva (por exemplo, tempestades), e as corrente de vento ascendentes, descendentes, convergentes e rotacionais associadas. Desta análise pode-se determinar seu potencial para causar tempo severo.Durante a II Guerra Mundial, operadores de radar descobriram que as condições meteorológicas (principalmente chuvas, neve etc) causavam ecos que mascaravam a visualização de potenciais alvos inimigos. Técnicas foram desenvolvidas para filtrá-las, a medida que os cientistas estudaram as causas dessa interferência. Logo depois da guerra, o excedente de radares dos EUA foram doados ao serviço meteorológico e usados para detectar precipitação. Desde então, radares meteorológicos tem evoluído por conta própria e são agora usados pelos serviços meteorológicos nacionais de muitos países, departamentos de pesquisa em universidades, mesmo por emissoras de televisão em seus informes meteorológicos (que são picos de audiência). Imagens brutas são rotineiramente plotadas para visualização por software especializados. Dados brutos e filtrados podem ser empregados para fazer previsões de curtíssimo prazo (nowcasting), quando a informação do deslocamento de tempestades severas, a intensidade de chuva, neve, granizo e a intensidade do vento associados é muito importante para a gestão do risco e emissão de avisos e alertas de emergência, por exemplo, no caso de ventanias por micro-explosões (microbursts e downbursts), tornados, furacões etc. Os dados tridimensionais produzidos por radar podem ser assimilados para composição de campos precisos em modelos numéricos de previsão de tempo, aprimorando muito as análises e as previsões. fonte, Radar meteorológico.

## VOR

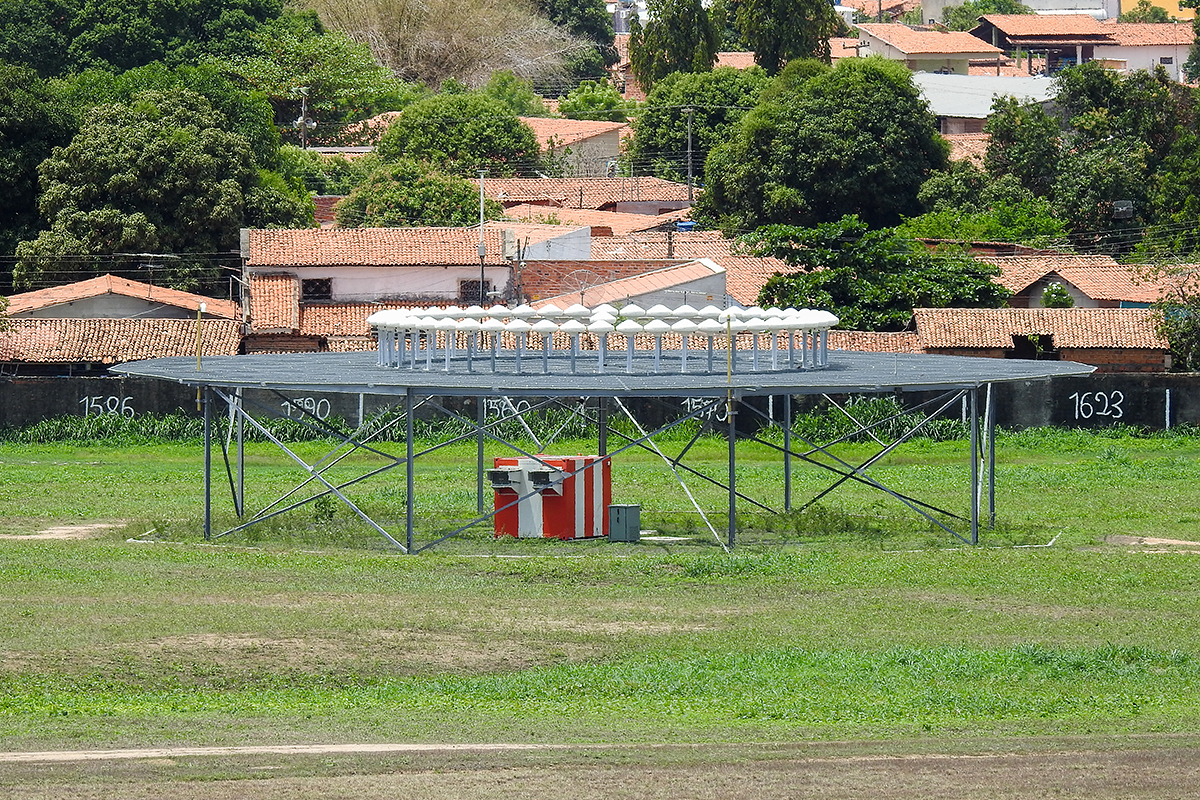
DVOR no Aeroporto de Teresina Senador Petrônio Portella

O aeroporto conta ainda com aparelho de VOR, que auxilia os pousos e decolagens com mais precisão, reduzindo possíveis restrições operacionais, proporcionando um melhor desempenho do aeroporto. Isso traz um grande benefício para a construção civil, fazendo com que em Teresina continue construindo grandes edifícios nas proximidades do sítio aeroportuário.

## Movimento[18]
| --- Ano --- | ---- Passageiros ---- | --- % Diferença --- | --- Aeronaves --- | --- Carga Aérea (Kg) --- | --- Mala Postal (Kg) --- |
| 2003        | 210 882               | -                   | 13 747            | 3 443 420                | 3 283 625                |
| 2004        | 244 461               | (+15,92%)           | 12 661            | 3 156 865                | 3 474 552                |
| 2005        | 315 796               | (+29,18%)           | 10 742            | 2 674 601                | 3 746 646                |
| 2006        | 380 440               | (+20,47%)           | 11 757            | 2 948 828                | 4 134 897                |
| 2007        | 484 492               | (+27,35%)           | 11 741            | 3 269 077                | 3 992 092                |
| 2008        | 466 034               | (-3,81%)            | 11 820            | 3 464 834                | 4 248 988                |
| 2009        | 557 798               | (+19,69%)           | 11 314            | 2 996 812                | 4 586 581                |
| 2010        | 798 170               | (+43,09%)           | 14 341            | 3 677 011                | 4 283 320                |
| 2011        | 1 075 655             | (+34,76%)           | 17 822            | 4 412 358                | 5 514 663                |
| 2012        | 1 044 865             | (-2,86%)            | 16 570            | 4 361 858                | 3 357 320                |
| 2013        | 1 091 173             | (+4,43%)            | 16 799            | 3 673 610                | 3 952 010                |
| 2014        | 1 173 643             | (+7,41%)            | 18 340            | 3 319 905                | 3 374 604                |
| 2015        | 1.209.067             | (+3,01%)            | 18.193            | 2.627.312                | 2.854.382                |
| 2016        | 1.069.187             | (-11,57%)           | 15.856            | 2.350.804                | 2.787.209                |
| 2017        | 1.104.451             | (+3,29%)            | 14.848            | 2.216.763                | 2.428.549                |
| 2018        | 1.073.570             | (-2,79%)            | 13.823            | 2.588.973                | 926.310                  |
| 2019        | 1.177.321             | (+9,66%)            | 12.474            | 3.453.452                | —                        |

### Características

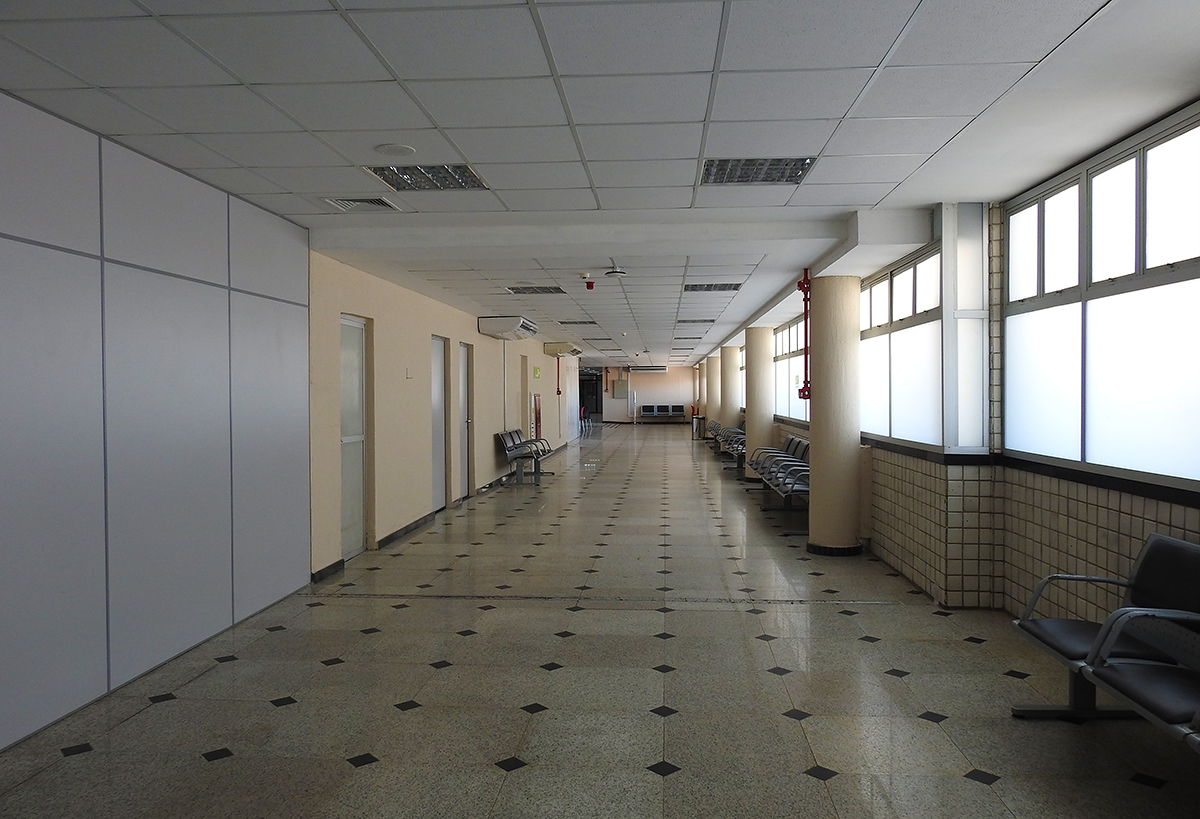
Foto do Terraço panorâmico do Aeroporto de Teresina Senador Petrônio Portella

- Terminal de passageiros: 4 414 m² [13]
- Piso: A
- Sinalização: S

### Números
Sítio aeroportuário
- Área: 1 288 105,38 m² [13]

Pátio das aeronaves
- Área: 17 780 m² [13]

Estacionamento
- Capacidade: 180 vagas[13]

Estacionamento de aeronaves
- Número de posições 06[13]